# George Santos
George Anthony Devolder Santos (* 22. července 1988) je bývalý americký politik a v letech 2019 až 2024 člen Republikánské strany, od ledna do prosince 2023 člen Sněmovny reprezentantů USA. V dubnu 2025 byl odsouzen k trestu odnětí svobody v délce trvání sedmi let. 

## Politická kariéra

### Volby v roce 2020
V roce 2019 se stal členem Republikánské strany. V roce 2020 kandidoval do Sněmovny reprezentantů v newyorském třetím okrsku proti Tomu Suozzim z Demokratické strany. Santos sice ve volbách prohrál poměrem 43 ku 56 % hlasů, přesto ale získal vyšší počet hlasů, než bylo v okrsku pro Republikánského kandidáta očekáváno. Santos nicméně odmítl uznat porážku a aktivně řečnil na několika protestech pořádaných Donaldem Trumpem, kde se dožadoval zneplatnění prezidentských voleb i voleb ve svém okrsku. Po Útoku na Kapitol svou rétoriku náhle změnil a uznal vítězství Joea Bidena v těchto volbách.

### Volby v roce 2022
Již na začátku roku 2021 začal shromažďovat finanční prostředky pro svou další kandidaturu v roce 2022. V srpnu 2021 jej podpořila kongresmanka Elise Stefaniková. V průběhu této kampaně začaly panovat první pochyby ohledně Santosova životopisu, ale i psychického stavu. Ve volbách byl ale poté zvolen, když o více než 20 tisíc hlasů porazil Demokrata Roberta Zimmermana (Suozzi mandát již neobhajoval). Po jeho výhře však začala řada médií rozebírat jeho životopis, ve kterém podle jejich zjištění lhal prakticky ve všech poskytnutých údajích a prakticky celý svůj život si zpětně vymyslel. V dubnu 2023 přesto oznámil, že bude kandidovat na funkci člena Sněmovny reprezentantů opětovně.

### Snahy o odvolání
V říjnu 2023 se jej členové Sněmovny reprezentantů neúspěšně pokusili z orgánu vyloučit a zbavit funkce reprezentanta. V listopadu 2023 Santos po celé řadě dalších obvinění ze lží, ale také různých trestných činů uvedl, že mandát nakonec v roce 2024 obhajovat nebude. Téhož měsíce se jej Sněmovna reprezentantů opět neúspěšně pokusila odvolat z funkce reprezentanta. V prosinci 2023 jej Sněmovna reprezentantů na třetí pokus zbavila funkce člena Sněmovny reprezentantů poměrem hlasů 311 ku 114. Santos se tak stal prvním Republikánem vyloučeným ze Sněmovny reprezentantů, šestou osobou vyloučenou ze Sněmovny reprezentantů v historii a první osobou vyloučenou bez předchozího odsouzení nebo deklarované podpory Konfederovaných států amerických.
V únoru 2024 nahradil Santose ve funkci reprezentanta za třetí newyorský okrsek Tom Suozzi, který mandát zastával do ledna 2023. V březnu 2024 Santos oznámil svou kandidaturu na funkci Člena sněmovny reprezentantů v prvním newyorském okrsku proti Nicku LaLotovi. Téhož měsíce vystoupil z Republikánské strany a kampaň dále vedl jako nezávislý. V dubnu 2024 kampaň ukončil a souboj o křeslo vzdal. V dubnu 2025 byl za lhaní a podvody odsouzen k sedmiletému trestu odnětí svobody.